# Phạm Ngũ Lão, Thủy Nguyên
Phạm Ngũ Lão là một phường cũ từng thuộc thành phố Thủy Nguyên, thành phố Hải Phòng, Việt Nam.

## Địa lý
Phường Phạm Ngũ Lão nằm ở phía đông bắc thành phố Thủy Nguyên, có vị trí địa lý:
- Phía đông giáp phường Nam Triệu Giang và phường Tam Hưng
- Phía tây giáp phường Thủy Hà
- Phía nam giáp phường Lập Lễ
- Phía bắc giáp phường Minh Đức và xã Bạch Đằng.

Phường Phạm Ngũ Lão có diện tích 6,44 km², dân số năm 2023 là 14.306 người, mật độ dân số đạt 2.221 người/km².

## Hành chính
Phường Phạm Ngũ Lão được chia thành 11 tổ dân phố: 1, 2, 3, 4, 5, 6, 7, 8, 9, 10, 11.

## Lịch sử
Trước năm 1945, địa bàn xã Ngũ Lão thuộc tổng Kênh (Kinh) Triều gồm có 7 làng.
Sau năm 1945, thành lập xã Ngũ Lão trên cơ sở các làng của tổng Kinh Triều.
Tháng 10 năm 1956, thành lập xã Thủy Triều trên cơ sở 2 làng: Kinh Triều, Tuy Lạc của xã Ngũ Lão và thành lập xã Trung Hà trên cơ sở 2 làng: Chung Mỹ, Hà Tây của xã Ngũ Lão. 
Lúc bấy giờ, xã Ngũ Lão còn lại 4 làng: Khương Lư, My Đông, My Sơn, Trung Sơn.
Ngày 27 tháng 10 năm 1962, Quốc hội ban hành Nghị quyết về việc sáp nhập tỉnh Kiến An vào thành phố Hải Phòng. Khi đó, xã Ngũ Lão thuộc huyện Thủy Nguyên, thành phố Hải Phòng.
Năm 2021, xã Ngũ Lão có 15 thôn: 1, 2, 3, 4, 5, 6, 7, 8, 9, 10, 11, 12, 13, 14, 15.
Ngày 20 tháng 7 năm 2022, HĐND TP. Hải Phòng ban hành Nghị quyết số 26/NQ-HĐND về việc:
- Sáp nhập Thôn 14 vào một phần Thôn 1.
- Sáp nhập một phần Thôn 1 vào Thôn 2.
- Sáp nhập Thôn 15 vào Thôn 7.
- Sáp nhập Thôn 10 vào Thôn 9.
- Thành lập Thôn 10 trên cơ sở Thôn 11 và Thôn 13.
- Đổi tên Thôn 12 thành Thôn 11.

Xã Ngũ Lão có 11 thôn.
Ngày 24 tháng 10 năm 2024, Ủy ban Thường vụ Quốc hội ban hành Nghị quyết số 1232/NQ-UBTVQH15 về việc sắp xếp đơn vị hành chính cấp huyện, cấp xã của thành phố Hải Phòng giai đoạn 2023 – 2025 (nghị quyết có hiệu lực từ ngày 1 tháng 1 năm 2025). Theo đó, thành lập phường Phạm Ngũ Lão thuộc thành phố Thủy Nguyên trên cơ sở toàn bộ 6,44 km² diện tích tự nhiên và quy mô dân số là 14.306 người của xã Ngũ Lão.
Ngày 16 tháng 6 năm 2025, Ủy ban Thường vụ Quốc hội ban hành nghị quyết sắp xếp đơn vị hành chính cấp xã của thành phố Hải Phòng năm 2025. Theo đó, toàn bộ diện tích tự nhiên, quy mô dân số của phường Phạm Ngũ Lão được sắp xếp cùng với phường Minh Đức và xã Bạch Đằng (thành phố Thủy Nguyên), thành phường mới có tên gọi là phường Bạch Đằng.